# Gornje Rataje
Gornje Rataje (en serbe cyrillique : Горње Ратаје) est un village de Serbie situé dans la municipalité d'Aleksandrovac, district de Rasina. Au recensement de 2011, il comptait 679 habitants.

## Démographie
| 1948  | 1953  | 1961  | 1971  | 1981  | 1991 | 2002 | 2011 |
| ----- | ----- | ----- | ----- | ----- | ---- | ---- | ---- |
| 1 101 | 1 155 | 1 113 | 1 055 | 1 004 | 964  | 769  | 679  |

|  |